# Robert Ripley

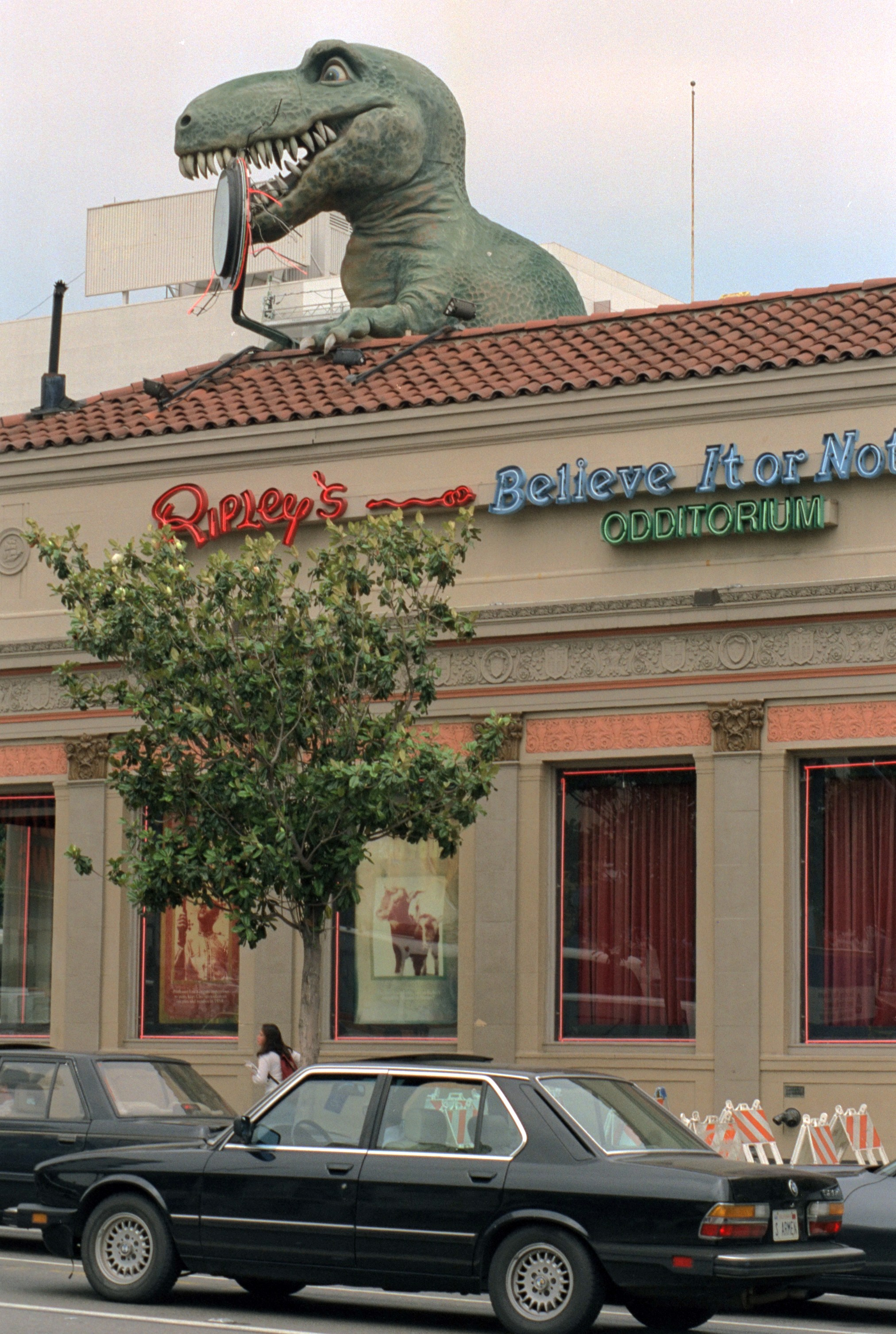
Ripley's Odditorium en Hollywood

LeRoy Robert Ripley (22 de febrero de 1890 - 27 de mayo de 1949) fue un humorista gráfico, empresario y antropólogo aficionado estadounidense, conocido por crear la serie de columnas periodísticas, programas de televisión y programas de radio titulados Ripley, ¡aunque usted no lo crea!, que presentaba datos extraños y curiosos procedentes de todo el mundo.
Los temas tratados en las caricaturas y el texto de Ripley iban desde hazañas deportivas hasta hechos poco conocidos sobre sitios inusuales y exóticos. Pero lo que aseguró la popularidad del concepto pudo haber sido que también incluyó artículos enviados por los lectores, quienes proporcionaron fotografías de una amplia variedad de curiosidades procedentes de pequeños pueblos estadounidenses (desde vegetales con formas inusuales hasta animales domésticos), todos documentados con fotografías y luego representados por sus dibujos.

## Biografía
LeRoy Robert Ripley nació en 1890 en Santa Rosa (California), aunque se discute su fecha de nacimiento exacta. Abandonó la escuela secundaria después de la muerte de su padre para ayudar a su familia, y a los 16 años, comenzó a trabajar como caricaturista deportivo para varios periódicos. En 1913, se mudó a Nueva York. Mientras dibujaba caricaturas para el periódico "The New York Globe", creó su primera caricatura sobre el tema "¡Créalo o no!", publicada en el número del 19 de diciembre de 1918. Gracias a la respuesta positiva de los lectores, la caricatura comenzó a aparecer semanalmente.
En 1919, Ripley se casó con la actriz cinematográfica Beatrice Roberts. Hizo su primer recorrido alrededor del mundo en 1922, publicando su diario de viaje en los periódicos. Quedó fascinado con lugares y culturas extranjeras inusuales y exóticas. Debido a que se tomó muy en serio la veracidad de sus afirmaciones, en 1923 contrató a un investigador y polígloto llamado Norbert Pearlroth como asistente a tiempo completo. En 1926, las viñetas de Ripley se trasladaron del New York Globe al New York Post.
En la década de 1920, Ripley continuó ampliando el alcance de su trabajo y su popularidad aumentó enormemente. Publicó una guía del handball estadounidense en 1925. En 1926, se convirtió en campeón de este deporte del estado de Nueva York y también escribió un libro sobre boxeo. Con una sólida trayectoria como escritor y artista versátil, atrajo la atención del magnate editorial William Randolph Hearst, quien administraba el King Features Syndicate. En 1929, Hearst fue responsable de que "¡Créalo o no!" hiciera su aparición en diecisiete periódicos de todo el mundo. Con el éxito de esta serie asegurado, Ripley capitalizó su fama al publicar la primera colección de libros de su serie de columnas periodísticas.
El 3 de noviembre de 1929, dibujó una viñeta en su columna que decía "Créalo o no, Estados Unidos no tiene himno nacional". A pesar de la creencia generalizada de que "The Star-Spangled Banner", con la letra de Francis Scott Key y la música de una canción popular entre los bebedores ingleses titulada "A Anacreonte en el cielo", era el himno nacional de los Estados Unidos, el Congreso nunca lo había ratificado oficialmente. En 1931, John Philip Sousa publicó su opinión a favor de darle a la canción un estatus oficial, afirmando que "es el espíritu de la música lo que inspira" tanto como las palabras "conmovedoras" de Key. Por una ley firmada el 3 de marzo de 1931 por el Presidente Herbert Hoover, "The Star-Spangled Banner" fue adoptado como el himno nacional de los Estados Unidos.
Ripley prosperó durante la Gran Depresión, ganando medio millón de dólares al año a finales de la década de 1930. Contrató a numerosos investigadores, artistas, traductores y secretarias para manejar la avalancha de sugerencias de nuevas rarezas que recibía, viajando por el mundo en busca de nuevas curiosidades y ampliando la difusión de sus contenidos al incluir medios como la radio y Hollywood. Comenzó a construir museos turísticos en las principales ciudades, mientras que la organización de Hearst proporcionaba los fondos necesarios para organizar los viajes globales altamente publicitados de Ripley. Siempre en busca de lo extraño, grabó programas de radio en vivo bajo el agua y desde el cielo, en el Parque nacional de las Cavernas de Carlsbad, en el fondo del Gran Cañón, en fosas de serpientes y en otros lugares exóticos. Al año siguiente presentó el primero de una serie de dos docenas de Cortometrajes de cine Believe It or Not! para la Warner Bros. y Vitaphone; y King Features publicó un segundo volumen recopilado de sus columnas periodísticas. También apareció en un corto musical de Vitaphone, "Seasons Greetings" (1931), con Ruth Etting, Joe Penner, Ted Husing, Thelma White, Ray Collins y otros. Después de un viaje a Asia en 1932, abrió su primer museo, el Ripley, ¡aunque usted no lo crea!, en Chicago en 1933. El concepto se convirtió en un éxito, llegando a inaugurarse Odditoriums en San Diego, Dallas, Cleveland, San Francisco y la ciudad de Nueva York. A estas alturas de su vida, Ripley había sido elegido como el hombre más popular de Estados Unidos por "The New York Times", y el Dartmouth College le otorgó un título honorífico.
Viajar por el mundo se volvió imposible durante la Segunda Guerra Mundial, por lo que Ripley se concentró en obras de caridad. En 1948, el año del vigésimo aniversario de la serie de viñetas "¡Lo crea o no!", el programa de radio del mismo título llegó a su fin, siendo reemplazado por un "¡Lo crea o no!" en televisión, una maniobra bastante audaz por parte de Ripley debido al pequeño número de estadounidenses con acceso a la televisión en este momento temprano del desarrollo del medio. Completó solo trece episodios de la serie antes de quedar incapacitado por graves problemas de salud. El 27 de mayo de 1949, a los 59 años, falleció debido a un infarto en la ciudad de Nueva York. Fue enterrado en su ciudad natal de Santa Rosa, en el cementerio Oddfellows Lawn, adyacente al Cementerio Rural de Santa Rosa.

## Tira cómica

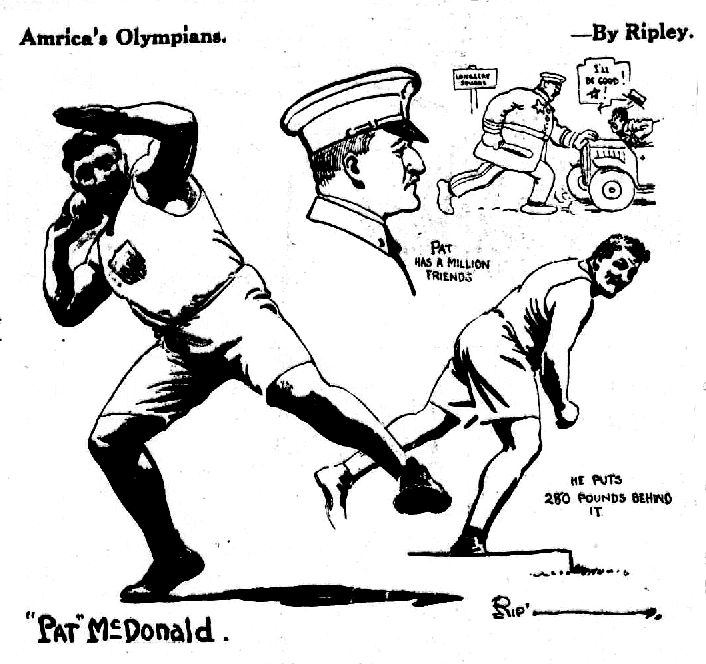
Primera viñeta de Ripley, anterior a "Believe It or Not", publicada en 1920, con el deportista olímpico Pat McDonald

Se estimó que la serie de viñetas de Ripley tenía 80 millones de lectores en todo el mundo, y se llegó a decir que recibía más cartas que el presidente de los Estados Unidos. Se convirtió en un hombre rico, con casas en Nueva York y Florida, pero siempre mantuvo estrechos vínculos con su ciudad natal de Santa Rosa, California, y se aseguró de llamar la atención sobre La Iglesia de One Tree (una iglesia construida enteramente a partir de la madera de una sola sequoia de 90 m de altura), que se encuentra en el lado norte del Parque Juilliard en el centro de Santa Rosa.
Ripley afirmó ser capaz de "probar cada declaración que hizo" porque trabajó con el investigador de hechos profesional Norbert Pearlroth, quien reunió el conjunto de hechos extraños de "¡Créalo o no!" y también verificó las afirmaciones procedentes de pequeñas ciudades presentadas por los lectores. Pearlroth pasó 52 años como investigador de la serie de noticias, encontrando y verificando hechos inusuales. Después de la muerte de Ripley, siguió trabajando para los editores del sindicato King Features, que se hicieron cargo de la gestión de "¡Créalo o no!".
Otro empleado que editó la serie viñetas del periódico durante años fue Lester Byck. Entre los que dibujaron la serie después de la muerte de Ripley figuran Don Wimmer; Joe Campbell (1946-1956); Art Slogg; Clem Gretter (1941-1949); Carl Dorese; Bob Clarke (1943-1944); Stan Randall; Paul Frehm (1938-1975), que se convirtió en el artista a tiempo completo de la columna en 1949; y su hermano Walter Frehm (1948-1989).

## Legado
Las ideas y el legado de Ripley perduran en Ripley Entertainment, una empresa que lleva su nombre y que pertenece desde 1985 al Jim Pattison Group, la empresa privada más grande de Canadá. Ripley Entertainment transmite programas de televisión nacionales, presenta publicaciones de rarezas y tiene participaciones en distintas atracciones públicas, incluido un acuario; museos; instalaciones de aventura; minigolf; teatro animado; trenes panorámicos; y atracciones ligadas a Guinness World Records y al museo de figuras de cera de Louis Tussaud.

## Lecturas relacionadas
- Considine, Bob. Ripley: The Modern Marco Polo (1961).
- Robbins, Peggy. "Ripley, Robert LeRoy" American National Biography (1999) https://doi.org/10.1093/anb/9780198606697.article.2000866
- Thompson, Neal (2014). A Curious Man: The Strange and Brilliant Life of Robert "Believe It or Not!" Ripley. ISBN 978-0770436223.